# Corpo polar do fuso
O Corpo polar do fuso ou corpo do polo do fuso acromático é uma organela e o MTOC que se encontra nos levedo e outros fungos,  é funcionalmente equivalente ao centrossoma de outros eucariotas. Diferente do centrosomo, o corpo polar do fuso não contém centríolos. O corpo polar do fuso organiza o citoesqueleto feito de microtúbulos da célula e é especialmente importante na formação do fuso acromático durante a divisão celular nestes fungos.
Assim como os centrossomos o corpo polar do fuso têm sido implicados como terem parte em vários processos celulares incluindo a meiose, a fertilização, a mitose, a morfogênese da célula e doenças como o cancer.

## Duplicação do corpo polar do fuso naSaccharomyces cerevisiae

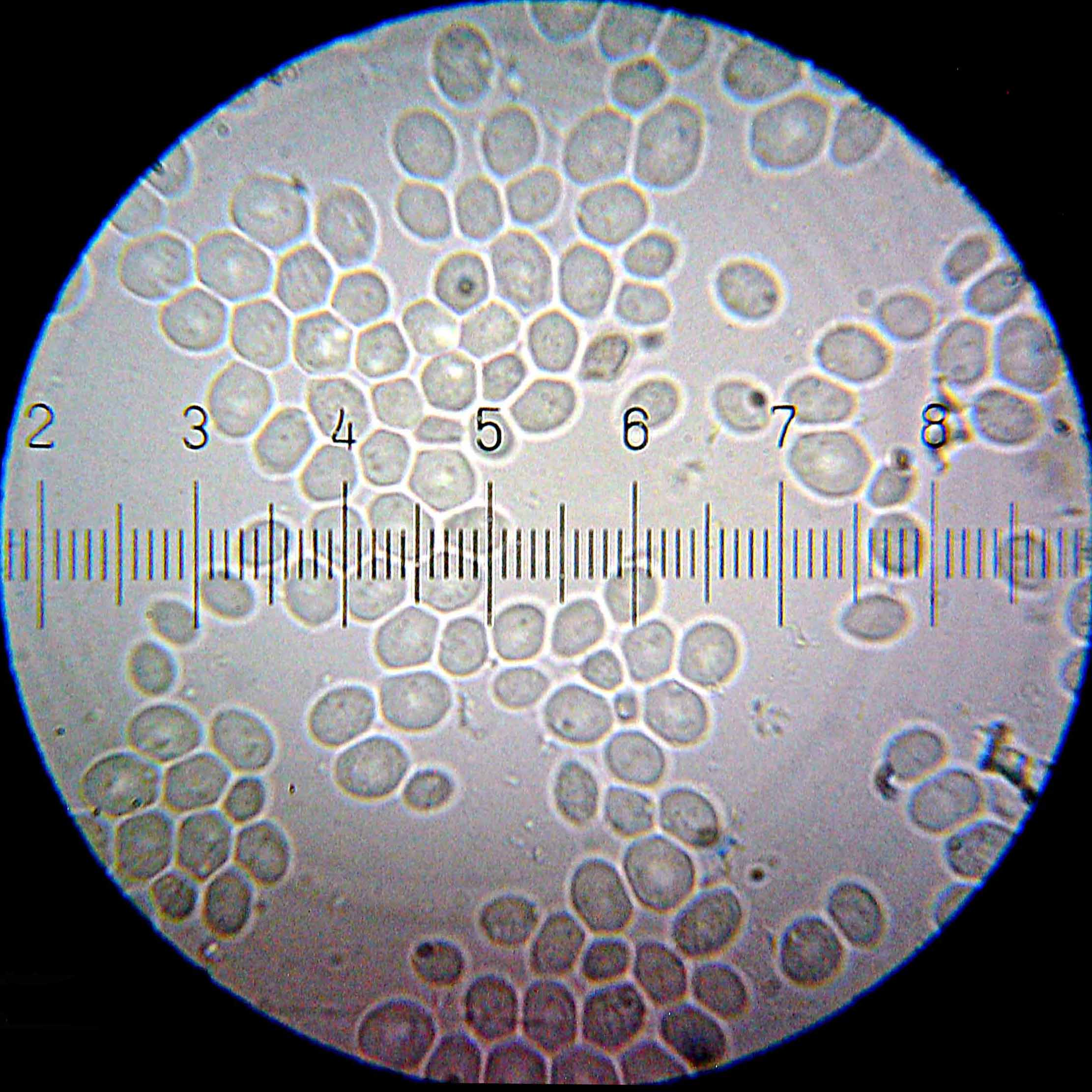
A Saccharomyces cerevisiae

A duplicação do corpo polar do fuso uma vez durante cada  ciclo celular é fundamental para a formação do fuso acromático mitótico bipolar e para uma correta segregação dos cromossomos. A duplicação do corpo polar do fuso em S. cerevisiae pode dividir-se em várias fases. A primeira fase ocorre já no período G1 da interfase, quando o material satélite se forma sobre o extremo citoplasmático da media ponte. Durante a segunda fase a média ponte se alonga e completa a fusão das suas faces nuclear e citoplasmática. Ao mesmo tempo o satélite forma a placa de duplicação, uma estrutura em camadas que é semelhante à metade citoplasmática do corpo polar do fuso maduro. O último passo na duplicação do corpo polar do fuso é a inserção da placa de duplicação no invólucro nuclear e a montagem dos componentes do corpo polar do fuso nuclear. Ao final do período G1 da interfase, as células do levedo contém dois corpos polares do fuso duplicados um ao lado do outro conectados por uma ponte completa. Depois a ponte se separa e o corpo polar do fuso se torna o núcleo do fuso bipolar. O corpo polar do fuso então cresce até a mitose e assim os componentes proteicos podem incorporar ambos os corpos polares do fuso ao longo do ciclo celular. 

### A média ponte
A média ponte (do inglês half-bridge) é o lugar da montagem de um novo corpo polar do fuso, e também tem papel na nucleação de microtúbulos citoplasmáticos durante o período G1 e na cariogamia. Os dois lados da média ponte não são equivalentes. Duas proteínas da membrana que atravessam a membrana só uma vez, a Kar1p e a Mps3p, localizam-se na media ponte e são necessárias para formar e/ou manter a estrutura. Ambas as proteínas se unem ao Cdc31p, o homólogo das centrinas dos levedos, que também se localiza na media ponte e são necessárias para a integridade da media ponte. Um componente da media ponte adicional é o Sﬁ1p, que tem a capacidade de se unir ao Cdc31p por meio de vários pontos de união ao Cdc31 conservados em toda a sua longitude. A Kar1p está também implicada em conectar a media ponte ao núcleo do corpo polar do fuso por meio de sua interação com a Bbp1p. Além disso, a Kar1p tem papel na reorganização do corpo polar do fuso durante o período G1. 